# Бейский сельсовет
Бейский сельсовет — сельское поселение в Бейском районе Хакасии.
Административный центр — село Бея.

## История
Статус и границы сельского поселения установлены Законом Республики Хакасия от 7 октября 2004 года № 60 «Об утверждении границ муниципальных образований Бейского района и наделении их соответственно статусом муниципального района, сельского поселения»
Законом от 3 мая 2018 года в состав Бейского сельсовета вошло село Новотроицкое упразднённого сельского поселения Новотроицкий сельсовет.

## Население
| 2002  | 2010  | 2012  | 2013  | 2014  | 2015  | 2016  |
| ----- | ----- | ----- | ----- | ----- | ----- | ----- |
| 5524  | ↘5338 | ↗5397 | ↘5364 | ↘5217 | ↗5243 | ↘5144 |
| 2017  | 2018  | 2019  | 2020  | 2021  |       |       |
| ↘5057 | →5057 | ↘5019 | ↘4885 | ↗5314 |       |       |

## Состав сельского поселения
В состав сельского поселения входят 2 населённых пункта:
| № | Населённый пункт | Тип населённого пункта       | Население |
| - | ---------------- | ---------------------------- | --------- |
| 1 | Бея              | село, административный центр | ↘4635     |
| 2 | Дехановка        | деревня                      | ↘91       |
| 3 | Новотроицкое     | деревня                      | ↘656      |

## Местное самоуправление
Администрация
Горького,  2 а
Глава администрации
- Стряпков Иннокентий Николаевич